# 100019 Gregorianik
Gregorianik (asteroide 100019) é um asteroide da cintura principal, a 1,9340933 UA. Possui uma excentricidade de 0,2360923 e um período orbital de 1 471,46 dias (4,03 anos).
Gregorianik tem uma velocidade orbital média de 18,71864767 km/s e uma inclinação de 2,91331º.
Este asteroide foi descoberto em 23 de Outubro de 1989 por Freimut Börngen.